# 대교역
대교역(大橋驛)은 평안남도 안주시에 있는 평의선의 철도역이다.

## 연혁
- 1938년 7월 16일: 영업 개시[1]